# Saint-Fulgent
Pour les articles homonymes, voir Saint-Fulgent (homonymie).
Saint-Fulgent est une commune française située dans le département de la Vendée, en région Pays de la Loire.
Ses habitants sont appelés les Fulgentais.

## Géographie
Le territoire municipal de Saint-Fulgent s'étend sur 3 683 hectares. L'altitude moyenne de la commune est de 88 mètres, avec des niveaux fluctuant entre 46 et 106 mètres,.
| Chavagnes-en-Paillers | Bazoges-en-Paillers     | Beaurepaire                       |
|                       | Saint-Fulgent           | Mesnard-la-Barotière Les Herbiers |
|                       | Saint-André-Goule-d'Oie | Vendrennes                        |

### Climat
Pour des articles plus généraux, voir Climat des Pays de la Loire et Climat de la Vendée.
En 2010, le climat de la commune est de type climat océanique franc, selon une étude du CNRS s'appuyant sur une série de données couvrant la période 1971-2000. En 2020, Météo-France publie une typologie des climats de la France métropolitaine dans laquelle la commune est exposée à un climat océanique et est dans la région climatique  Bretagne orientale et méridionale, Pays nantais, Vendée, caractérisée par une faible pluviométrie en été et une bonne insolation. 
Pour la période 1971-2000, la température annuelle moyenne est de 11,9 °C, avec une amplitude thermique annuelle de 14 °C. Le cumul annuel moyen de précipitations est de 846 mm, avec 12,1 jours de précipitations en janvier et 6,5 jours en juillet. Pour la période 1991-2020, la température moyenne annuelle observée sur la station météorologique installée sur la commune est de 12,6 °C et le cumul annuel moyen de précipitations est de 815,9 mm,. Pour l'avenir, les paramètres climatiques de la commune estimés pour 2050 selon différents scénarios d'émission de gaz à effet de serre sont consultables sur un site dédié publié par Météo-France en novembre 2022.
| Mois                                  | jan.          | fév.           | mars          | avril         | mai           | juin          | jui.          | août          | sep.          | oct.          | nov.          | déc.          | année      |
| ------------------------------------- | ------------- | -------------- | ------------- | ------------- | ------------- | ------------- | ------------- | ------------- | ------------- | ------------- | ------------- | ------------- | ---------- |
| Température minimale moyenne (°C)     | 2,5           | 2,3            | 3,6           | 5,6           | 8,9           | 12,2          | 13,4          | 12,9          | 10,4          | 8,4           | 5,5           | 2,9           | 7,4        |
| Température moyenne (°C)              | 5,9           | 6,6            | 8,7           | 11,6          | 14,6          | 18            | 19,7          | 19,4          | 16,8          | 13,3          | 9,4           | 6,6           | 12,6       |
| Température maximale moyenne (°C)     | 9,4           | 10,9           | 13,7          | 17,6          | 20,4          | 23,7          | 26            | 25,9          | 23,3          | 18,3          | 13,4          | 10,3          | 17,7       |
| Record de froid (°C) date du record   | −9,8 20.01.17 | −11,1 12.02.12 | −5,4 02.03.23 | −4,1 07.04.08 | −1,3 01.05.16 | 3,5 01.06.11  | 5,6 22.07.08  | 5,1 29.08.09  | 0,4 26.09.10  | −2,6 26.10.10 | −8,3 17.11.07 | −8,4 17.12.09 | −11,1 2012 |
| Record de chaleur (°C) date du record | 16,2 24.01.16 | 23,8 27.02.19  | 24,6 31.03.21 | 27,8 20.04.18 | 33,1 26.05.17 | 39,3 18.06.22 | 41,3 18.07.22 | 39,4 07.08.20 | 34,8 09.09.23 | 32,4 08.10.23 | 22 08.11.15   | 17,5 30.12.21 | 41,3 2022  |
| Précipitations (mm)                   | 93,3          | 66,6           | 70            | 60,2          | 63,4          | 63,2          | 42,8          | 48            | 47            | 72,6          | 89,2          | 99,6          | 815,9      |

## Urbanisme

### Typologie
Au 1er janvier 2024, Saint-Fulgent est catégorisée bourg rural, selon la nouvelle grille communale de densité à sept niveaux définie par l'Insee en 2022.
Elle appartient à l'unité urbaine de Saint-Fulgent, une unité urbaine monocommunale constituant une ville isolée,. Par ailleurs la commune fait partie de l'aire d'attraction de Saint-Fulgent, dont elle est la commune-centre,. Cette aire, qui regroupe 2 communes, est catégorisée dans les aires de moins de 50 000 habitants,.

### Occupation des sols
L'occupation des sols de la commune, telle qu'elle ressort de la base de données européenne d’occupation biophysique des sols Corine Land Cover (CLC), est marquée par l'importance des territoires agricoles (92,7 % en 2018), en diminution par rapport à 1990 (94,1 %). La répartition détaillée en 2018 est la suivante : terres arables (55 %), zones agricoles hétérogènes (32 %), zones urbanisées (5,1 %), prairies (5 %), forêts (1,1 %), zones industrielles ou commerciales et réseaux de communication (1 %), cultures permanentes (0,7 %). L'évolution de l’occupation des sols de la commune et de ses infrastructures peut être observée sur les différentes représentations cartographiques du territoire : la carte de Cassini (XVIIIe siècle), la carte d'état-major (1820-1866) et les cartes ou photos aériennes de l'IGN pour la période actuelle (1950 à aujourd'hui).

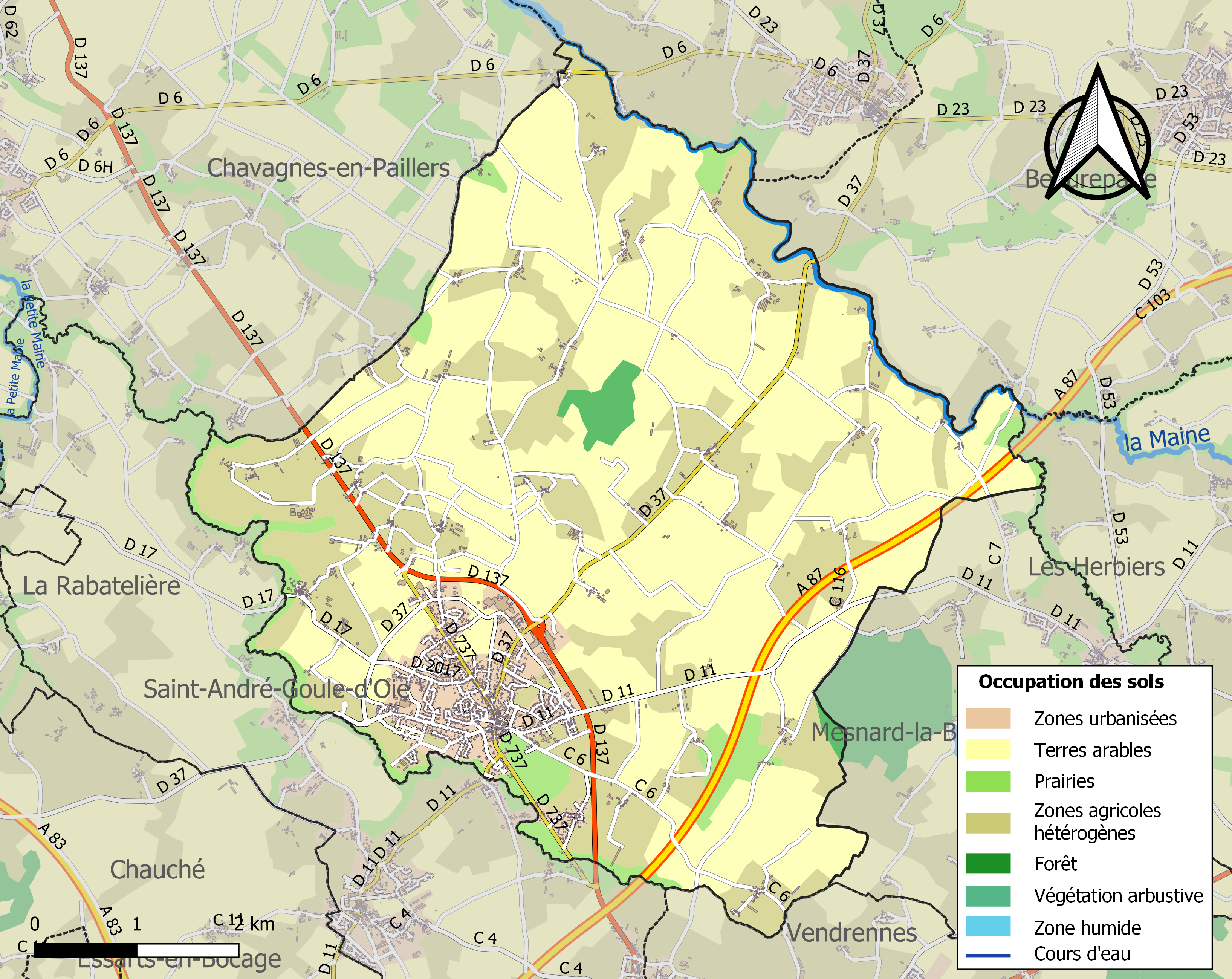
Carte des infrastructures et de l'occupation des sols de la commune en 2018 (CLC).

## Toponymie
Saint-Fulgent tient son nom du latin « Fulgentius », qui signifierait lumineux, ainsi appelé vers l’an 1000.
Durant la Révolution, la commune porte le nom de Fulgent-les-Bois.

## Histoire
Des fouilles archéologiques ont révélé la présence d'une ferme à l'âge de Fer sur le site de la Petite Valinière.

A l'antiquité, le territoire de la commune appartient au peuple celte des Ambilatres puis est rattaché à celui de leurs puissants voisins, les Pictons, après la conquête romaine de la Gaule, vers 52 av. J.C.

Dès le Moyen Âge, le trafic s'y découvre sous la protection de seigneurs locaux soumis aux mouvances puissantes de Tiffauges et de Montaigu.

À l'époque féodale, on s'active également aux champs. Les espaces de cultures sont gagnés sur les bois, clôturés par des haies de protection donnant ce paysage caractéristique du bocage vendéen, et laissant certains noms aux villages tels que : le Plessis (pré clôturé), les Landes (terres cultivées)…
Les axes de circulation sont ouverts : la Grand'Route du Roi va permettre un commerce prospère aux XVIIe et XVIIIe siècles.

Ainsi, Saint-Fulgent s'équipe d'un bureau de poste et devient réputé pour ses maîtres verriers, présents également au Parc Soubise et à Vouvant.
Et sur « Le Grand Chemin », l'ancêtre de la RN 137, c'est déjà un défilé de notables, de marchands, de militaires, de chemineaux de toutes conditions, aux accoutrements, aux montures et aux convois les plus divers, tandis que s'inscrivent, comme de « Grandes Heures », des noms, des dates, des évènements…
Après les temps calamiteux et les coteries de la guerre de Cent Ans, qui déciment la population, vient le temps de la Réforme protestante (XVIe siècle). Une minorité protestante influente, dominée par l'imposante figure du seigneur de Puy-Greffier,  est alors à son apogée.
Vers 1750, commencent d'importants travaux sur le « Grand Chemin » : son tracé est amélioré et redressé. La Poste aux Lettres fonctionne depuis plus d’un demi-siècle. Saint-Fulgent est noté comme « Passage et Logement de guerres. »
Pendant la guerre de Vendée, Saint-Fulgent, en pleine zone insurgée, est le théâtre de deux batailles (en 1793 et 1794). La plus grande eut lieu le 22 septembre 1793 (bataille de Saint-Fulgent), dans le bourg, depuis 5 heures du soir jusqu’à une heure avancée de la nuit (à savoir 8 heures de combat). Excitées par un fifre, les troupes vendéennes de Charette et de Lescure, auxquelles s’associe le général Royrand (né en 1726 à la Petite Roussière de Saint-Fulgent) s’en prennent à l’armée républicaine de Mieszkowski et l’écrasent. Quelques jours plus tard et les Vendéens partis, Kléber est à Saint-Fulgent.
Les massacres, notamment aux Charmilles (jardin de l'actuelle mairie), les destructions et ravages des maisons commises par les troupes républicaines se perpétuent jusqu’en 1797, date de la prise du pouvoir par Bonaparte. La « Grande Route » est dans un état lamentable. Le bilan de la guerre sera lourd. La population, qui a diminué d'un tiers, compte ses morts et ses ruines. L'église est à moitié dévastée, le château inhabitable.
Il ne reste d’avant la Révolution que deux fermes en état de fonctionnement : l'Oiselière et la Roussière. La reconstruction de la ville est entreprise avec des matériaux de récupération. Les propriétés bourgeoises sont rétablies, ainsi que la poste aux chevaux. Le tracé des rues reste inchangé, mis à part quelques élargissements de voirie.
Les travaux de réfection débutent en 1808. Cette même année, très exactement, le 8 août 1808, au soir de leur journée vendéenne, Napoléon et Joséphine s'arrêtent dans le bourg : le temps pour l’Empereur de s'informer sur le combat de 1793 et les dommages de guerre, et pour l'Impératrice, de recevoir les hommages et les fleurs de « Madame l'Adjointe », une créole comme elle. Cet arrêt n'est qu'une simple pause ; la ville reçut en effet une allocation de 3 000 francs pour les réparations à faire à l'église et une autre somme de 4 000 francs le 27 août de la même année.
Dès 1846, la décision est prise de doter Saint-Fulgent d'une nouvelle église en l'agrandissant. L'ancienne sera donc détruite en 1856, et la reconstruction engagée dès l'année suivante pour se terminer vers 1893. Cette nouvelle église se veut un symbole de solidité et de discrétion, mais n'a pas le charme de l'église romane, que certains Fulgentais auraient souhaité conserver aux dépens de la décision du maire Alexis des Nouhes.
Au début du XXe siècle, la circulation s'intensifie. Saint-Fulgent s'habitue à voir circuler journellement le train au ras des maisons, un « petit tortillard ». Dépassé par l'automobile, il a disparu dans les années 1940.
Traversée par une artère importante du réseau routier national (la RN 137), la ville de Saint-Fulgent se développe grâce à cette situation géographique privilégiée. Des entreprises d'envergure nationale s'y sont installées dans différents secteurs d'activité : agro-alimentaire, travaux publics, transports frigorifiques. Cependant, la ville connaît également à la fin du XXe siècle la fermeture d'usines de chaussures et de confection.
La déviation du centre bourg ouverte en juin 1989 améliore la qualité de vie des Fulgentais. Les flux de circulation de la RN 137 sont ainsi détournés pour le confort des habitants et des conducteurs. Quant à l’église de Saint-Fulgent, sa dernière rénovation remonte à 1995.
Forte d'une activité économique assez privilégiée, siège de la Communauté de communes du Pays-de-Saint-Fulgent-les-Essarts, Saint-Fulgent dépasse en 2015 les 3 700 habitants. Son dynamisme s'exprime en outre dans une vie associative très dense autour des activités sportives et culturelles.

## Héraldique
| Blason | Blasonnement : D'azur semé d'étoiles d'or au lion léopardé du même, armé et lampassé de gueules, brochant sur le tout. |

## Population et société

### Démographie

#### Évolution démographique
L'évolution du nombre d'habitants est connue à travers les recensements de la population effectués dans la commune depuis 1800. Pour les communes de moins de 10 000 habitants, une enquête de recensement portant sur toute la population est réalisée tous les cinq ans, les populations de référence des années intermédiaires étant quant à elles estimées par interpolation ou extrapolation. Pour la commune, le premier recensement exhaustif entrant dans le cadre du nouveau dispositif a été réalisé en 2004.

En 2022, la commune comptait 3 924 habitants, en évolution de +3,62 % par rapport à 2016 (Vendée : +5,33 %, France hors Mayotte : +2,11 %).
| 1800  | 1806 | 1821  | 1831  | 1836  | 1841  | 1846  | 1851  | 1856  |
| ----- | ---- | ----- | ----- | ----- | ----- | ----- | ----- | ----- |
| 1 625 | 857  | 1 444 | 1 345 | 1 622 | 1 822 | 1 830 | 1 822 | 1 836 |

| 1861  | 1866  | 1872  | 1876  | 1881  | 1886  | 1891  | 1896  | 1901  |
| ----- | ----- | ----- | ----- | ----- | ----- | ----- | ----- | ----- |
| 1 948 | 2 009 | 1 977 | 2 016 | 2 070 | 2 153 | 2 217 | 2 203 | 2 165 |

| 1906  | 1911  | 1921  | 1926  | 1931  | 1936  | 1946  | 1954  | 1962  |
| ----- | ----- | ----- | ----- | ----- | ----- | ----- | ----- | ----- |
| 2 177 | 2 084 | 1 895 | 1 908 | 1 910 | 1 969 | 1 910 | 1 966 | 2 090 |

| 1968  | 1975  | 1982  | 1990  | 1999  | 2004  | 2006  | 2009  | 2014  |
| ----- | ----- | ----- | ----- | ----- | ----- | ----- | ----- | ----- |
| 2 258 | 2 599 | 2 777 | 2 932 | 3 077 | 3 234 | 3 319 | 3 548 | 3 776 |

| 2019  | 2022  | - | - | - | - | - | - | - |
| ----- | ----- | - | - | - | - | - | - | - |
| 3 814 | 3 924 | - | - | - | - | - | - | - |

#### Pyramide des âges
En 2018, le taux de personnes d'un âge inférieur à 30 ans s'élève à 34,7 %, soit au-dessus de la moyenne départementale (31,6 %). À l'inverse, le taux de personnes d'âge supérieur à 60 ans est de 25,6 % la même année, alors qu'il est de 31,0 % au niveau départemental.
En 2018, la commune comptait 1 908 hommes pour 1 895 femmes, soit un taux de 50,17 % d'hommes, légèrement supérieur au taux départemental (48,84 %).
Les pyramides des âges de la commune et du département s'établissent comme suit.
| Hommes | Classe d’âge | Femmes |
| ------ | ------------ | ------ |
| 0,6    | 90 ou +      | 2,2    |
| 7,1    | 75-89 ans    | 11,3   |
| 15,0   | 60-74 ans    | 15,0   |
| 20,5   | 45-59 ans    | 19,0   |
| 21,0   | 30-44 ans    | 18,9   |
| 16,0   | 15-29 ans    | 15,5   |
| 19,8   | 0-14 ans     | 18,1   |

| Hommes | Classe d’âge | Femmes |
| ------ | ------------ | ------ |
| 0,8    | 90 ou +      | 2,2    |
| 8,7    | 75-89 ans    | 11,1   |
| 20,3   | 60-74 ans    | 21,3   |
| 20     | 45-59 ans    | 19,4   |
| 17,5   | 30-44 ans    | 16,8   |
| 15     | 15-29 ans    | 13,2   |
| 17,7   | 0-14 ans     | 16,1   |

## Lieux et monuments
- Le château de Saint-Fulgent, château de style Renaissance, privé.
- Les ruines du château du Puy-Greffier : ancien château médiéval, détruit presque entièrement car ses ruines étaient dangereuses. Il n'en reste plus qu'un muret.
- Église Saint-Fulgent.

## Personnalités liées à la commune

### Personnes ayant vécu à Saint-Fulgent
- Charles de Royrand (1726-1794), chef vendéen durant la Révolution.
- René de Tinguy (1750-1794), chef vendéen durant la Révolution.
- Aymeric Jeanneau (1978-), basketteur international français.

### Visiteurs célèbres
- Agrippa d'Aubigné, écrivain calviniste né en Deux-Sèvres et ami d'Henri IV.
- Henri de Navarre, futur Henri IV, en 1588
- Le jeune comte d’Artois, futur roi Charles X, passe le 22 mai 1777, en visite dans le Poitou. Il a une escorte de sept carrosses et cinquante cavaliers suisses : il s’arrête le temps d’un dîner au château, reconstruit de fraîche date par M. Fortin, le nouveau seigneur.
- Le 8 août 1808, Napoléon et Joséphine s’arrêtent dans le bourg.

## Pour approfondir